# 그레이스백화점
그레이스백화점은 서울 서대문구의 백화점이었다. 
도둑을 잡기 위해 여자화장실 내부에 몰래카메라를 설치한 사실이 1997년 밝혀져 사회적인 비난을 받았다. 그러나 당시에 성폭력 관련 법규가 미비하여 처벌은 받지 않았고, 이후 몰래카메라에 대한 처벌 조항이 생겨났다.
여성들의 반발로 매출이 급감하고 대한민국의 IMF 구제금융 요청의 여파가 겹쳐 운영을 포기하고 현대백화점에 임대를 주었다가 아예 점포를 매각하고 사라졌다. 현재 이 자리에는 현대백화점 신촌점이 있다.